# 拉瓦-魯斯卡

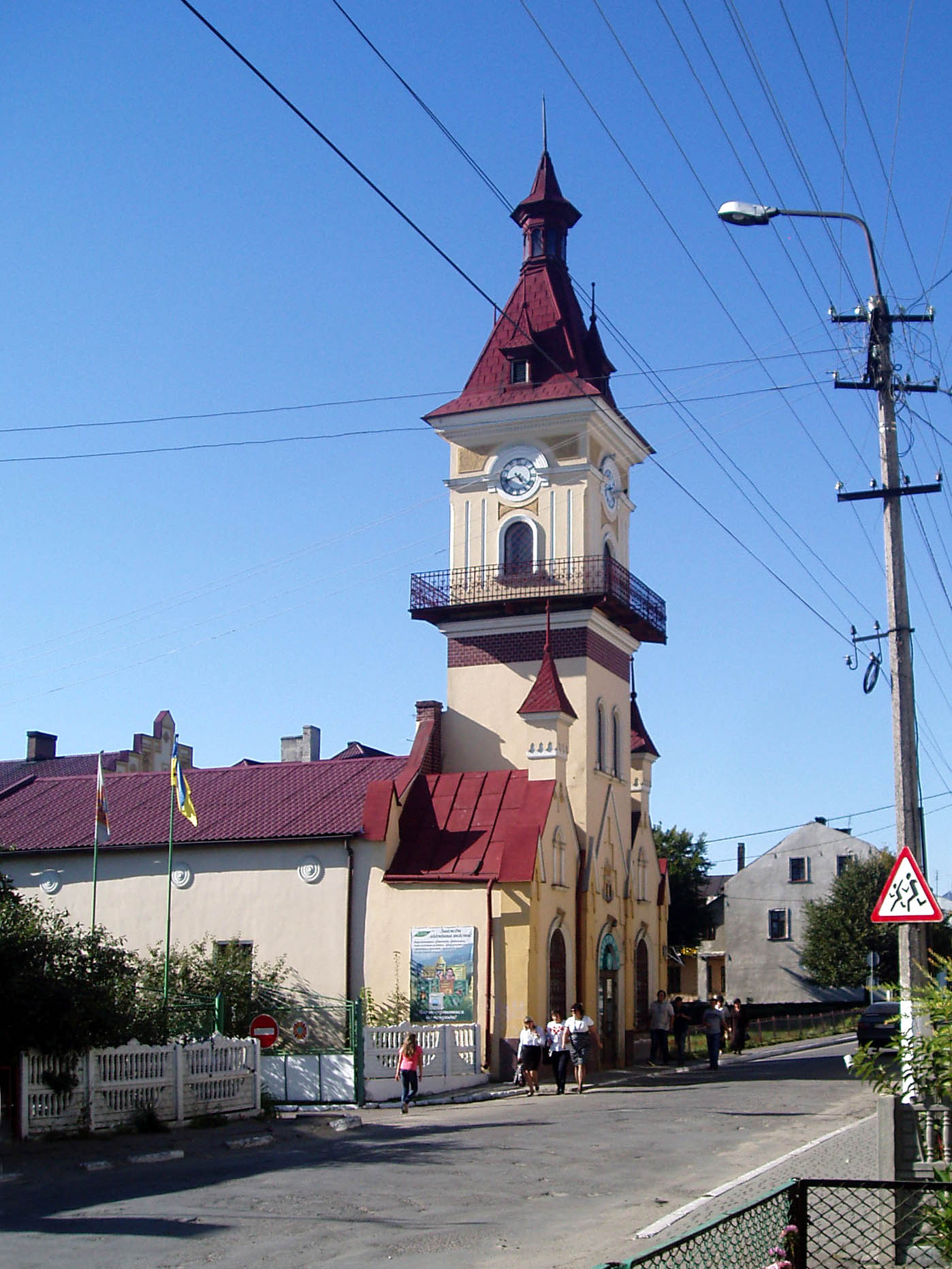
街景

拉瓦-鲁斯卡（羅馬化：Rava-Ruska），或译为拉瓦-罗斯卡，又按俄语名译为拉瓦-罗斯卡亚，是烏克蘭西部利維夫州利沃夫区拉瓦-鲁斯卡市镇内的城市，及该市镇的行政中心。距離州府利維夫52公里，毗鄰與波蘭接壤的邊境，始建於1455年，面積10.41平方公里，海拔高度241米，2011年人口8,328。

## 備註
1. ↑  俄語：，羅馬化：Rava-Russkaya